# Майстренко Борис Олександрович
Борис Олександрович Майстренко (1923 - 1945) - лейтенант Робітничо-селянської Червоної армії, учасник Другої світової війни, Герой Радянського Союзу (1945).

## Біографія
Борис Майстренко народився 1 грудня 1923 року в Новгороді-Сіверському. Після закінчення восьми класів школи проживав у Ташкенті, працював на заводі. У серпні 1942 року Майстренко був призваний на службу до Робітничо-селянської Червоної армії. 1943 року закінчив Харківське танкове училище. З липня того ж року – на фронтах Німецько-радянської війни.
До червня 1944 року лейтенант Борис Майстренко командував танком " Т-34 " 1-го танкового батальйону 152-ї окремої танкової бригади 8-ї армії Ленінградського фронту. Відзначився під час боїв на Карельському перешийку. Прийнявши у тих боях він командування ротою, він зі своїм екіпажем знищив 3 дота, 8 дзотів, 15 гармат, 20 кулеметів, кілька десятків солдатів і офіцерів противника. На початку січня 1945 року Майстренко отримав тяжке поранення, від якого помер 15 січня.
Указом Президії Верховної Ради СРСР від 24 березня 1945 року за «успішне виконання бойового завдання з прориву ворожих укріплень на Карельському перешийку та виявлені при цьому мужність і героїзм» лейтенант Борис Майстренко посмертно був удостоєний високого звання Героя Радянського Союзу. Також був нагороджений орденами Леніна, Олександра Невського, Вітчизняної війни 2-го ступеня та Червоної Зірки.
На честь Майстренка названо вулицю і встановлено погруддя в його рідному місті.